# Hronské Kľačany
Hronské Kľačany jsou obec na Slovensku v okrese Levice v Nitranském kraji, pět kilometrů severně od města Levice. Žije v nich přibližně 1 400 obyvatel. První písemná zmínka pochází z roku 1275. Ve vsi stojí římskokatolický kostel Božského srdce Ježíšova z roku 1932. V katastrálním území obce leží přírodní rezervace Kusá hora.